# Justino Sinova
Justino Sinova Garrido (Valladolid, 12 de febrero de 1945) es un ensayista y periodista español, catedrático de Periodismo de la Universidad San Pablo-CEU de Madrid. Fue director de Diario 16, y ha sido columnista del diario El Mundo.

## Biografía
Nació en 1945 en Valladolid. Profesor titular de la Universidad Complutense de Madrid, en la actualidad imparte Teoría de la Comunicación y de la Información en la universidad privada Universidad San Pablo-CEU, en la que ha sido director del Departamento de Teoría de la Comunicación. Además fue el creador del máster de periodismo de El Mundo y ha sido su director durante diez años hasta que dejó el cargo en julio de 2011.
Volcado desde su temprana juventud a la profesión periodística, publicó sus primeros artículos con apenas dieciocho años de edad (1963), para especializarse enseguida en la información e investigación políticas. 
Ha desempeñado su vida profesional en diversos medios de comunicación, entre ellos Diario 16, periódico en cuya fundación participó en 1976, y del que fue director en 1980 y entre 1990 y 1992. Ha sido también director editorial de El Mundo, responsable del área de revistas del grupo. Trabajó en la agencia de noticias Europa Press y en el periódico Informaciones de Madrid, entre otros medios. Ha escrito en numerosos medios, entre otros, en periódicos de distintas ciudades a través de la agencia OTR Press. 
Ha publicado diversos libros sobre comunicación y sobre política (La gran mentira, sobre la televisión; El poder y la prensa, sobre el control político de la información; El secuestro de la democracia; etc) y ha dirigido varias obras colectivas (Historia de la Transición, Historia del franquismo, publicadas en fascículos por Diario 16, y La Historia de la Democracia, El Diario del siglo XX y El Reportaje de la Historia, publicadas por El Mundo). En 1990 publicó el libro Todo Franco. Franquismo y antifranquismo de la A a la Z (Barcelona: Plaza & Janés, 2000), en colaboración con el también periodista y escritor Joaquín Bardavío, que pretende ser un diccionario de todas las materias y personajes relacionados con el franquismo. En el año 2002 publicó Un siglo en 100 artículos en La esfera de los libros, una antología del articulismo en el siglo XX. 
A lo largo de su trayectoria profesional, ha participado como comentarista y contertulio en los programas Buenos días y 24 horas, de Radio Nacional de España; Protagonistas y La brújula, de Onda Cero y La mirada crítica de Telecinco.

## Premios
- Premio Víctor de la Serna de la Asociación de la Prensa de Madrid en 1985.
- Premio Espasa de Ensayo de la Editorial Espasa Calpe en 1989, por su libro La censura de prensa durante el franquismo.[2][n. 1]
- El Diario del Siglo XX fue considerado "el trabajo periodístico más relevante del año" por el Club Internacional de Prensa en 1999.

## Obras
- La gran mentira (Barcelona: Planeta, 1983).
- Juicio histórico al General Franco (Madrid: Cambio 16, 1986).
- La censura de la prensa durante el franquismo (1936-1951) (Madrid: Espasa-Calpe, 1989).
- El secuestro de la democracia (Barcelona: Actualidad y Libros, S. A., 1990).
- El secuestro de la democracia (1990), con Javier Tusell.
- Un millón de votos (Madrid: Ediciones Temas de Hoy, 1993).
- El poder y la prensa: el poder político de la información en la España felipista (Barcelona: Ediciones Internacionales Universitarias, 1995).
- La crisis de la democracia española (Madrid: Espasa-Calpe, 1997).
- Todo Franco - Franquismo y anti-franquismo, de la A a la Z (Plaza&Janés, 2000), con Joaquín Bardavío.
- Un siglo en 100 artículos (2002).
- La prensa en la Segunda República: historia de una libertad frustrada. (Editorial Debate, 2006) ISBN 978-84-8306-673-7.